# پنج نفر به سوی ساحل سنگاپور
پنج نفر به سوی ساحل سنگاپور (به انگلیسی: Five Ashore in Singapore) همچنین شناخته شده با نام های Singapore, Singapore and Cinq gars pour Singapour یک فیلم مشترک بین‌المللی فرانسوی/ایتالیایی محصول ۱۹۶۷ میلادی است که بر اساس رمانی از ژان بروس ، نوشته سال ۱۹۵۹ میلادی ساخته شده است. این فیلم در سال ۱۹۶۶میلادی در سنگاپور فیلمبرداری شده و آخرین فیلم شان فلین بود.
این فیلم بر اساس رمان ژان بروس ، سازنده OSS 117، با عنوان کاری OSS117 به سنگاپور می‌رود است.